# 비바이역
비바이역(일본어: 美唄駅 비바이에키[*])은 일본 홋카이도 비바이시에 있는 홋카이도 여객철도 하코다테 본선의 역이다. 역 번호는 A16이며, 상대식 승강장 2면 2선의 구조를 가진 지상역이다. 비바이 시의 대표역이기도 하다.

## 이용 현황
| 연도     | 하루 평균 승차 인원 |
| 2008년도 | 1,357명             |
| -------- | ------------------- |

## 역 주변
- 국도 제12호선
- 비바이 시청
- 비바이 시 종합 체육관
- 소라치 신용금고 · 호쿠요 은행 · 홋카이도 은행 · 비바이 시 농업협동조합(JA 비바이) 비바이 지점

## 인접 정차역
| 홋카이도 여객철도 하코다테 본선 | 홋카이도 여객철도 하코다테 본선 | 홋카이도 여객철도 하코다테 본선 |
| ------------------------------- | ------------------------------- | ------------------------------- |
| A15 고슈나이 오타루 방면        | 하코다테 본선                   | 자시나이 A17 아사히카와 방면    |